# Microsoft BizTalk Server
Microsoft BizTalk Server is een serverproduct voor business process management en enterprise application integration, ontwikkeld door Microsoft. BizTalk geeft organisaties de mogelijkheid om hun bedrijfsprocessen te integreren en te beheren door middel van het uitwisselen van elektronische bedrijfsdocumenten (zoals aankooporders, facturen, leveringsnota's, enz.) tussen applicaties, in XML en andere formaten, zowel binnen als buiten de grenzen van de organisatie. BizTalk ondersteunt diverse standaard EDI-formaten zoals Edifact, X12 en RosettaNet en er zijn tal van adapters beschikbaar voor het faciliteren van verbindingen met diverse platformen (onder andere SAP en PeopleSoft) via diverse protocollen zoals HTTP, FTP en SMTP.
BizTalk Server maakt gebruik van de .NET-technologie van Microsoft en ondersteunt SOAP en webservices. Softwareontwikkeling voor BizTalk Server gebeurt door middel van Visual Studio .NET.

## Geschiedenis
- 2000 - BizTalk Server 2000
- 2002 - BizTalk Server 2002
- 2004 - BizTalk Server 2004
- 2006 - BizTalk Server 2006
- 2007 - BizTalk Server 2006 R2
- 2009 - BizTalk Server 2009
- 2010 - BizTalk Server 2010
- 2012 - BizTalk Server 2010 R2
- 2013 - BizTalk Server 2013
- 2014 - BizTalk Server 2013 R2
- 2016 - BizTalk Server 2016

## Gebruik
Microsoft BizTalk Server is serversoftware die onder meer de volgende doelstellingen nastreeft:
- Het verbinden van bestaande heterogene systemen en back-end-data-stores, zowel binnen als buiten de bedrijfsgrenzen
- Kostenverlaging en tijdsbesparing in repetitieve bedrijfsoperaties bewerkstelligen door het automatiseren van de achterliggende bedrijfsprocessen
- Het ter beschikking stellen van een grafische gebruikersomgeving om bedrijfsprocessen ("orchestraties" genoemd in BizTalk) te tekenen en te visualiseren, in plaats van ze te programmeren in code
- Het faciliteren van een servicegeoriënteerde architectuur (SOA) door uitgebreide ondersteuning van webservices en de WS-* specificaties
- Het monitoren, meten en bewaken van bedrijfsprocessen via BAM (Business Activity Monitoring) en BAS (Business Activity Services)
- Het externaliseren en formaliseren van bedrijfsregels via een Business Rule Engine.